# Synixais notaticollis
Synixais notaticollis là một loài bọ cánh cứng trong họ Cerambycidae.